# 李和 (正統進士)
李和（1418年—？），字時中，直隸永平府遷安縣人，匠籍。明朝政治人物。同進士出身。

## 生平
順天鄉試第九十六名。正統十年（1445年）乙丑科會試第八十三名，殿試登進士第三甲第九十一名。曾官禮部精膳司郎中，官至河南參政。

## 家族
曾祖父李善後。祖父李伯安。父亲李貴。